# Julian Krahl
Julian Krahl (Forst, 22 gennaio 2000) è un calciatore tedesco, portiere del Kaiserslautern.

## Carriera

### Club
Krahl è cresciuto nel settore giovanile del RB Lipsia, che lo ha prelevato nel 2014 dall'Energie Cottbus. Nel maggio del 2019 ha firmato un triennale con il Colonia, dove ha giocato per due stagioni con la squadra riserve. Nel 2021 è passato al Viktoria Berlino in 3. Liga ed il 7 giugno 2022 ha firmato con il Kaiserslautern. Riserva di Andreas Luthe per tutta la stagione, ha fatto il suo esordio il 7 maggio 2023 nell'incontro di 2. Bundesliga pareggiato 3-3 contro il Norimberga. La stagione successiva è stato designato come nuovo portiere titolare del club biancorosso.

### Nazionale
Ha giocato nella nazionali giovanili tedesche Under-17, Under-18 ed Under-19.

## Statistiche

### Presenze e reti nei club
Statistiche aggiornate al 22 dicembre 2024.
| Stagione              | Squadra               | Campionato            | Campionato | Campionato | Coppe nazionali | Coppe nazionali | Coppe nazionali | Coppe continentali | Coppe continentali | Coppe continentali | Altre coppe | Altre coppe | Altre coppe | Totale | Totale | Totale |
| Stagione              | Squadra               | Comp                  | Pres       | Reti       | Comp            | Pres            | Reti            | Comp               | Pres               | Reti               | Comp        | Pres        | Reti        | Pres   | Reti   |        |
| --------------------- | --------------------- | --------------------- | ---------- | ---------- | --------------- | --------------- | --------------- | ------------------ | ------------------ | ------------------ | ----------- | ----------- | ----------- | ------ | ------ | ------ |
| 2019-2020             | Colonia II            | RL                    | 11         | -10        | -               | -               | -               | -                  | -                  | -                  | -           | -           | -           | 11     | -10    |        |
| 2020-2021             | Colonia II            | RL                    | 32         | -44        | -               | -               | -               | -                  | -                  | -                  | -           | -           | -           | 32     | -44    |        |
| Totale Colonia II     | Totale Colonia II     | Totale Colonia II     | 43         | -54        |                 | -               | -               |                    | -                  | -                  |             | -           | -           | 43     | -54    |        |
| 2021-2022             | Viktoria Berlino      | 3L                    | 26         | -40        | CG              | 0               | 0               | -                  | -                  | -                  | -           | -           | -           | 26     | -40    |        |
| 2022-2023             | Kaiserslautern        | 2L                    | 1          | -3         | CG              | 0               | 0               | -                  | -                  | -                  | -           | -           | -           | 1      | -3     |        |
| 2023-2024             | Kaiserslautern        | 2L                    | 30         | -54        | CG              | 5               | -4              | -                  | -                  | -                  | -           | -           | -           | 35     | -58    |        |
| 2024-2025             | Kaiserslautern        | 2L                    | 17         | -27        | CG              | 2               | -3              | -                  | -                  | -                  | -           | -           | -           | 19     | -30    |        |
| Totale Kaiserslautern | Totale Kaiserslautern | Totale Kaiserslautern | 48         | -84        |                 | 7               | -7              |                    | -                  | -                  |             | -           | -           | 55     | -91    |        |
| Totale carriera       | Totale carriera       | Totale carriera       | 117        | -178       |                 | 7               | -7              |                    | -                  | -                  |             | -           | -           | 124    | -185   |        |